# Championnats du monde d'escrime 1993
Navigation
Édition précédente Édition suivante
Les championnats du monde 1993 se sont déroulés à Essen en Allemagne. Ce sont les quarante-deuxièmes championnats du monde d’escrime.

## Médaillés
| Épreuves           | Or                                                                                           | Argent                                                                                           | Bronze                                                                                               |
| ------------------ | -------------------------------------------------------------------------------------------- | ------------------------------------------------------------------------------------------------ | --- |
| Épée               |                                                                                              |                                                                                                  | |
| Hommes individuel  | Pavel Kolobkov                                                                               | Arnd Schmitt                                                                                     | Fernando de la Peña Iván Kovács                                                                      |
| Hommes par équipes | Italie- Paolo Milanoli - Stefano Pantano - Angelo Mazzoni - Maurizio Randazzo - Sandro Cuomo | France- Éric Srecki - Rémy Delhomme - Jean-Michel Henry - Robert Leroux - Hervé Faget            | Allemagne- Patrick Dränert - Arnd Schmitt - Elmar Borrmann - Mariusz Strzałka                        |
| Femmes individuel  | Oksana Yermakova                                                                             | Laura Chiesa                                                                                     | Sophie Moressée-Pichot Helene Elinder                                                                |
| Femmes par équipes | Hongrie- Gyöngyi Szalay - Marina Várkonyi - Tímea Nagy - Hajnalka Kiraly - Mariann Horváth   | Allemagne- Katja Nass - Eva-Maria Ittner - Claudia Bokel - Hedwig Funkenhauser - Imke Duplitzer  | Ukraine- Alla Mironyuk - Anna Garina - Gulie Tuhtarova - Viktoriya Titova                            |
| Fleuret            |                                                                                              |                                                                                                  | |
| Hommes individuel  | Alexander Koch                                                                               | Serhiy Holubytskyy                                                                               | Uwe Römer Philippe Omnès                                                                             |
| Hommes par équipes | Allemagne- Ingo Weißenborn - Alexander Koch - Thorsten Weidner - Udo Wagner - Uwe Römer      | Italie- Alessandro Puccini - Stefano Cerioni - Luca Vitalesta - Andrea Borella - Francesco Rossi | Pologne- Ryszard Sobczak - Adam Krzesiński - Piotr Kiełpikowski - Leszek Bandach - Marian Sypniewski |
| Femmes individuel  | Francesca Bortolozzi                                                                         | Aida Mohamed                                                                                     | Zita Funkenhauser Simone Bauer                                                                       |
| Femmes par équipes | Allemagne- Zita Funkenhauser - Anja Fichtel - Sabine Bau - Simone Bauer - Monika Weber       | Roumanie- Claudia Grigorescu - Mioara David - Laura Badea - Elisabeta Tufan                      | Italie- Diana Bianchedi - Francesca Bortolozzi - Giovanna Trillini - Dorina Vaccaroni                |
| Sabre              |                                                                                              |                                                                                                  | |
| Hommes individuel  | Grigori Kirienko                                                                             | Bence Szabó                                                                                      | Steffen Wiesinger Tonhi Terenzi                                                                      |
| Hommes par équipes | Hongrie- Bence Szabó - József Navarrete - György Boros - Csaba Köves - Péter Abay            | Italie- Raffaello Caserta - Giovanni Sirovich - Giovanni Scalzo - Marco Marin - Tonhi Terenzi    | Allemagne- Felix Becker - Steffen Wiesinger - Frank Bleckmann - Ulrich Eifler - Jacek Huchwajda      |

## Tableau des médailles
| Rang | Nation    | Or | Argent | Bronze | Total |
| ---- | --------- | -- | ------ | ------ | ----- |
| 1    | Allemagne | 3  | 2      | 6      | 11    |
| 2    | Italie    | 2  | 3      | 2      | 7     |
| 3    | Hongrie   | 2  | 2      | 1      | 5     |
| 4    | Russie    | 2  | 0      | 0      | 2     |
| 5    | Estonie   | 1  | 0      | 0      | 1     |
| 6    | France    | 0  | 1      | 2      | 3     |
| 7    | Ukraine   | 0  | 1      | 1      | 2     |
| 8    | Roumanie  | 0  | 1      | 0      | 1     |
| 9    | Espagne   | 0  | 0      | 1      | 1     |
| .    | Pologne   | 0  | 0      | 1      | 1     |
| .    | Suède     | 0  | 0      | 1      | 1     |